# Cultura Ichma
```
   [[Categoria:Estados extintos da América do Sul|Ychsma, 
900
]]
```

Ichma foi um Curacado (Senhorio) pré-incaico  que floresceu na costa central andina, em parte do atual departamento de Lima, entre os anos de 900 e 1470 da era cristã, nos períodos conhecidos como Horizonte Médio e Intermédio Tardio. Apesar de suas expressões culturais não formarem uma unidade de estilo, foi dada a denominação de cultura Ichma. Seu principal centro cerimonial era Pachacamac, onde um templo foi erguido em homenagem à divindade de mesmo nome.

## Histórico

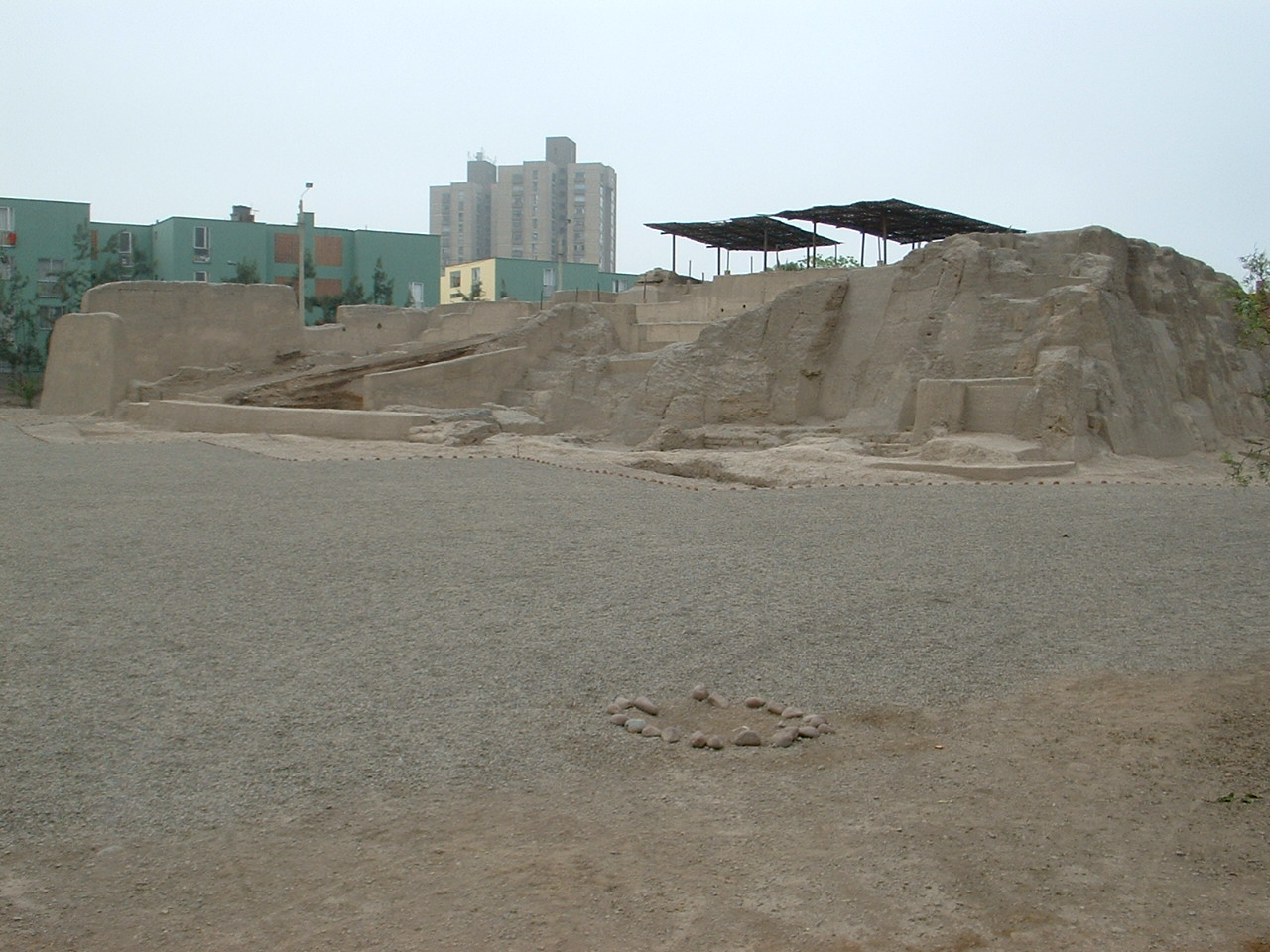
Sítio Arqueológico Huaca San Borja

Por volta de 900 d.C o Império Huari entrou em franca decadência. Em seu lugar surgiram expressões culturais regionais, que inauguraram uma nova etapa na história andina. Nos vales de Lurín e Rímac, no atual departamento de Lima, existiu o chamado Curacado de Ichma. Os grandes assentamentos da época anterior, localizados em áreas distantes da costa (como Cajamarquilla), foram abandonados dando lugar aos novos assentamentos costeiros, como Pachacamac e Armatambo. Além disso Maranga, a antiga capital da cultura Lima, voltou a ter importância.
Ao norte do Curacado Ichma estenderia-se o Curacado Collique, que dominava o vale do Chillón e a área de Carabayllo chegando até Quivi (atual distrito de Santa Rosa de Quives,na  província de Canta). É possível que existisse uma aliança entre as duas casas para conter as constantes invasões de grupos étnicos da serra, como os yauyos e chacllas. O certo é que em 1470 os Incas invadiram a região, sob o comando de Túpac Yupanqui (o Sapa Inca era então Pachacuti), que os anexaram à órbita do Tahuantinsuyo. No entanto, as autoridades locais permaneceram, jurando obediência ao inca de Cusco, e o santuário de Pachacámac manteve seu prestígio e importância, sendo ampliado pelos próprios Incas, embora com seu próprio estilo arquitetônico, levantando um templo do Sol e um Acllahuasi.
Acredita-se que a população de Ichma deve ter sido muito grande; somente no vale do Rimac estimasse mais de 150 mil pessoas, porque de acordo com as crônicas, os incas organizaram a região em três hunos; cada huno era organizado por dez mil famílias, de acordo com a meticulosa organização decimal Inca.

## Organização política
O Curacado Ichma dominou vários outros curacados localizados nos vales de Lurín e Rímac, como os de Sulco (Surco), Guatca, Lima, Maranca (Maranga) e Callao. Alguns autores afirmam que estes formaram uma espécie de confederação.

## Organização social
Como outros povoamentos do litoral central peruano, a população era dividida de acordo com sua especialização: pescadores, fazendeiros, comerciantes, artesãos. No topo da pirâmide social estavam, obviamente, os senhores ou nobres que compunham a classe dominante.
 

## Organização econômica
As principais atividades econômicas eram agricultura, pesca e comércio de produtos excedentes. Eles aproveitaram e melhoraram a excelente rede de canais ou acequias herdados da cultura Lima, através das quais formaram extensas áreas de cultivo. O vale de Lima era muito fértil e dava subsistência a uma grande população. Os recintos cerimoniais, além de sua função religiosa, serviam como grandes armazéns de produtos alimentícios e centros para a fabricação de produtos de luxo.

## A Capital

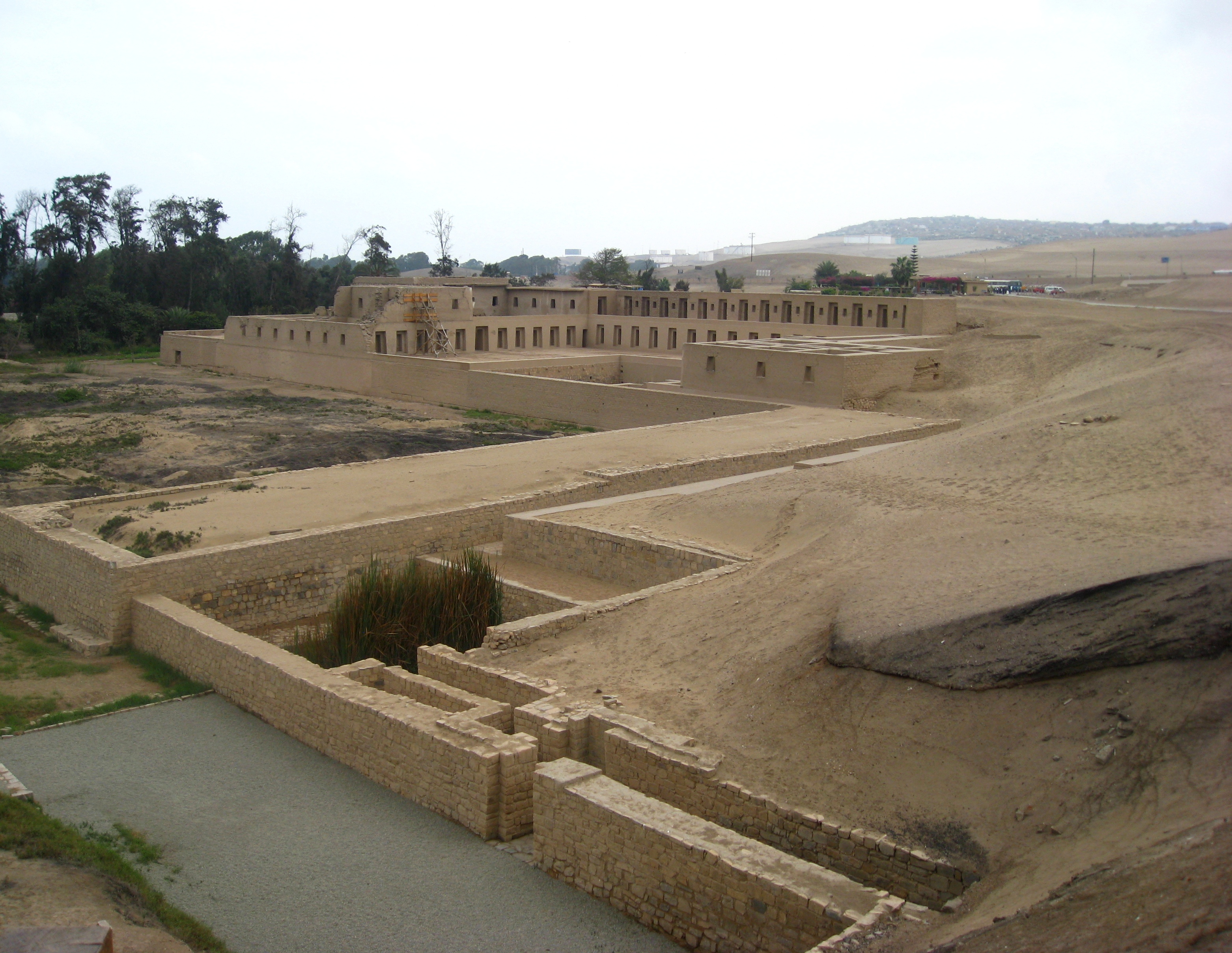
Mamacona, Casa das Virgens do Sol em Pachacamac

O centro da cultura estava localizado em Pachacamac, já nesta época um antigo centro administrativo e cerimonial, que foi ampliado com a construção de das chamadas pirâmides de adobe com rampa. Este santuário foi a casa de uma divindade reverenciada por seu oráculo, cujo prestígio transbordou os limites da soberania Ichma. Os habitantes dos vales costeiros e até mesmo das áreas montanhosas costumavam ir lá em peregrinação para consultar o deus. O ídolo do deus era esculpido em madeira e abrigado em uma pequena câmara. Seu prestígio foi mantido durante todo o período Inca, estendendo-se até a conquista espanhola.

## Centros principais
- No vale de Lurín: Pachacamac, principal centro cerimonial. Outras cidades: Maracuyá, Pampa de Flores, Jacinto Grande, Mal Paso, Molle, Manchay Alto, Huaycán, Chontay e Avillay.
- No vale do Rímac: Armatambo; Maranga (num setor chamado ciudadela de tapia, onde se destacam as huacas de Tres Palos, Cruz Blanca, San Miguel, La Cruz, La Palma); Mateo Salado; Mangomarca; Fortaleza de Campoy; Huantille; San Borja, entre outras.